# 2013年香港元旦大遊行

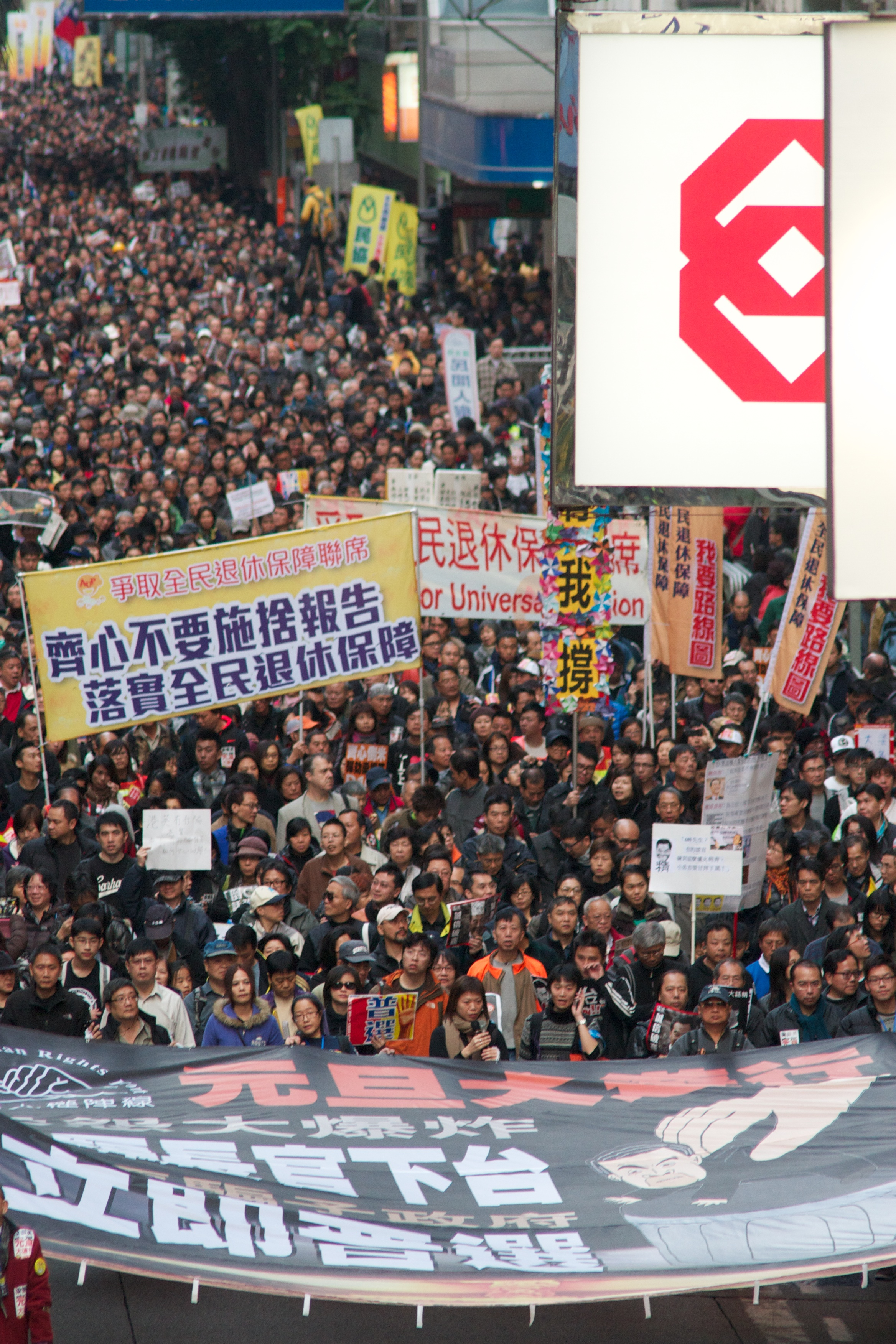
民主權陣線的遊行隊伍經過灣仔

2013年香港元旦大遊行，共有5場，只其中3場為要求行政長官梁振英倒台為目的的遊行，分別由民主倒梁力量發動、以禮賓府為終點的遊行，由民間人權陣線發動、以添馬艦政府總部為終點的遊行，以及由網民組織「我哋係香港人，唔係中國人」發動，以中央人民政府駐香港特別行政區聯絡辦公室為終點的遊行。親建制派組織則由香港各界慶典委員會舉辦支持梁振英的遊行。此外，愛港之聲亦舉行了一個挺梁嘉年華。

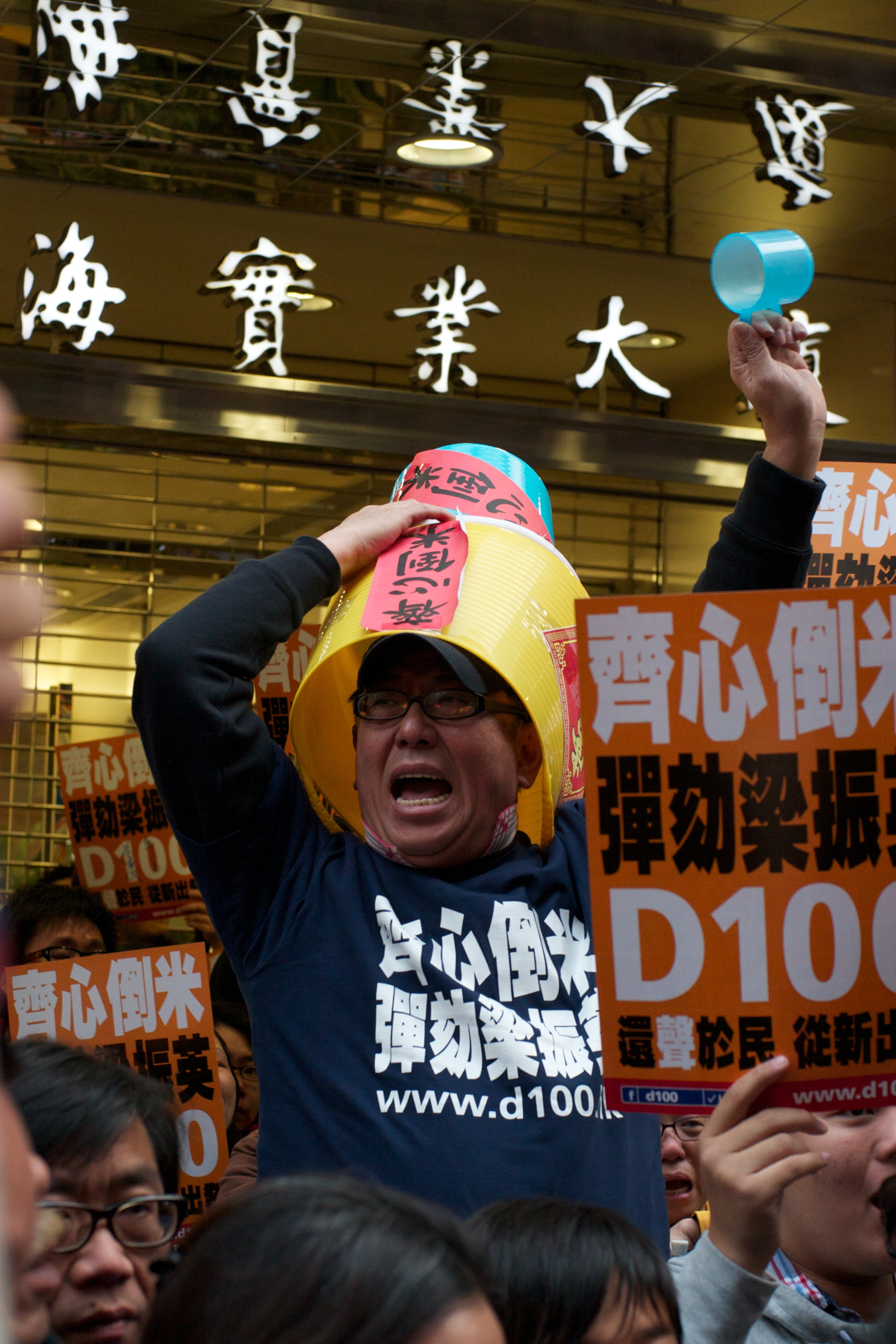
2013年1月1日，樓南光在香港元旦大遊行灣仔區街站參與「齊心倒米－彈劾梁振英」的抗議活動。

## 背景
梁振英在2012年香港特別行政區行政長官選舉中提及競爭對手唐英年的僭建問題，惟當選後，梁振英的僭建問題同樣被香港傳媒揭發，被支持唐英年陣營（簡稱「唐營」）及泛民支持者質疑，引發親梁振英陣營及反梁振英陣營的連串角力。

## 民間人權陣線之遊行
民間人權陣線聯同多個組織以「民怨大爆炸，行騙長官下台」為主題以要求行政長官梁振英從促下台舉行元旦大遊行，從維多利亞公園遊行至政府總部，主辦者宣稱人數達13萬人，而警方指最高峰時有2萬6千人，香港大學民意研究計劃估計為3萬至3.3萬人。

## 民主倒梁力量之遊行
民主倒梁力量聯合的多個團體，號稱有1萬人遊行，計劃包圍禮賓府。

## 「我哋係香港人，唔係中國人。」等網民組織之遊行
約150－200名網上司集的民眾從中環遮打花園外集合，一同遊行至中聯辦，期間揮舞約30支大型香港旗，並高喊要求梁振英下台等口號，並一度播放高唱英國國歌並在中聯辦外以自製旗杆舉行龍獅旗的升旗禮，亦有示威者撕毀及焚燒紙製的中國共產黨旗。遊行人士製作一個巨型的符咒，印上基本法22條，進行封印、驅鬼儀式，喻意中聯辦應該遵守《香港基本法》22條，除了國防及外交，不應該干預香港內部事務，亦有示威者高呼要求中聯辦撤出香港的口號。遊行發起人陳梓進宣讀遊行宣言時表示，香港主權移交中國15年半，北京當局不斷以「一國」強調香港的主權所屬，欲置「兩制」消失於無形，僭越《中英聯合聲明》及《基本法》訂明的權責。若不停止干預香港內部事務，將會動員香港市民向聯合國申訴，要求國際介入，處理北京違反《聯合聲明》的問題。高舉英屬香港旗遊行的學生表示，中共管治香港的手法與西藏相似，都是以大量的中國大陸移民，沖淡本土的文化、聲音，目前每日有150個中國大陸單程證來港的新移民，這些新移民香港政府沒有審批權。用英屬香港旗示威可以為香港人發聲，因為香港英屬時期，沒有大量英國人移居香港，爭奪福利及學位等社會資源。

## 香港各界慶典委員會之遊行

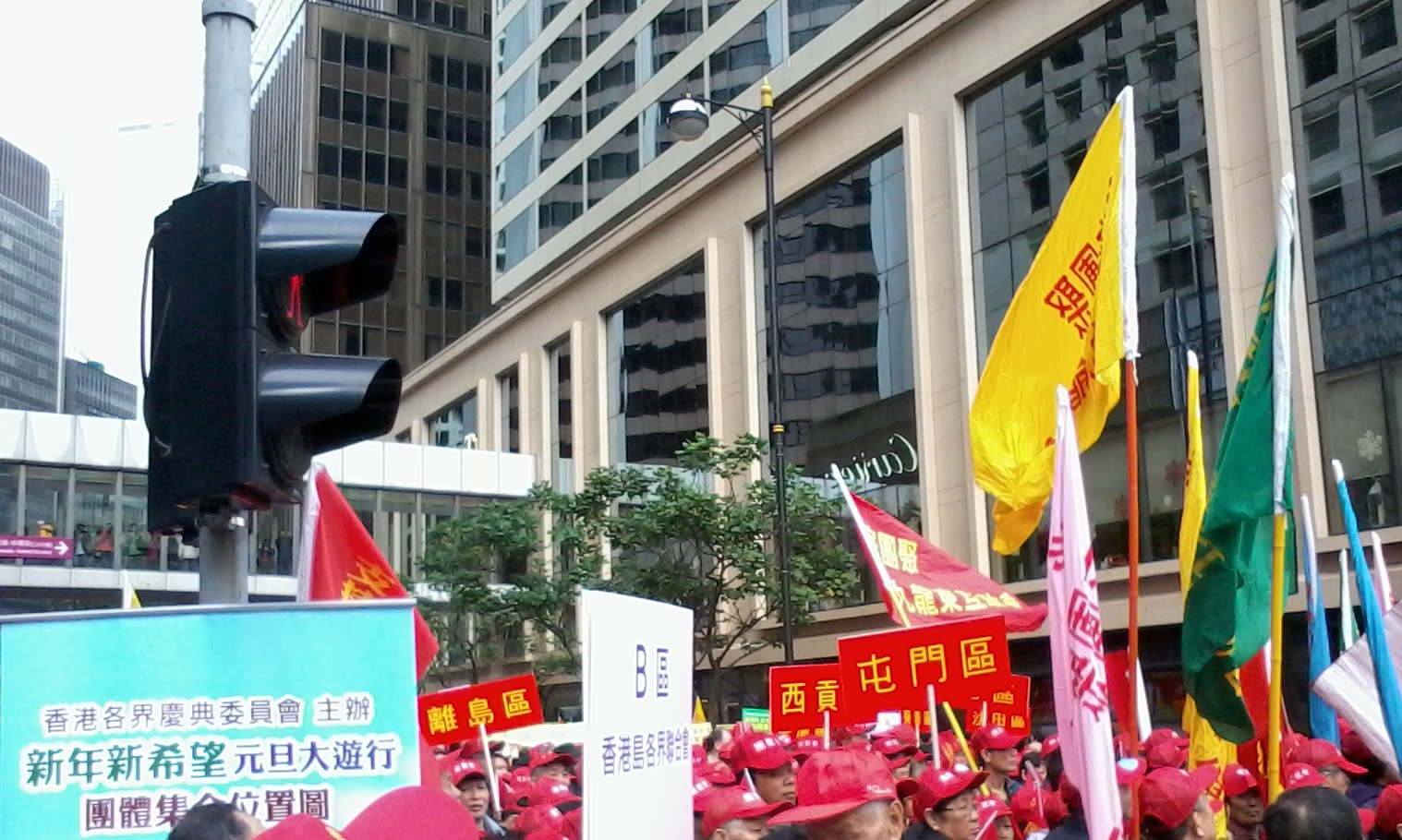
香港各界慶典委員會之元旦巡遊

早上的巡遊和集會，由香港各界慶典委員會發動。主辦單位稱有6萬人參加，而警方指高峰期只有8千人，身兼工聯會理事長的發言人鄭耀棠稱獲得800個團體支持。

## 愛港之聲之嘉年華活動
愛港之聲接力舉行的挺梁嘉年華則聲言有2,500人次。

## 爭議

### 親梁振英陣營支薪予社團人士參加遊行
1月3日，《蘋果日報》、《爽報》和《明報》指，元旦日支持梁振英之遊行活動中，有派錢請180個臨記遊行，親建制派組織新界總商會董事蔡志峯被指為幕後金主。香港島各界聯合會及新界社團聯會亦被指出有密切關係。新界社團聯會否認「向遊行人士派錢」，指「涉嫌派錢者及接受金錢人士不是發起團體、其會員及支持者」。鄭耀棠質疑有人混入遊行隊伍插贓嫁禍。

### 誇大人數爭議
1月1日的民間人權陣線、倒梁和香港各界慶典委員會挺梁遊行的3隊主辦者，都誇大參加者人數，主辦者宣稱的人數是警方估計的數倍。香港大學社會工作及社會行政學系教授葉兆輝批評，遊行示威者誇大人數，情況越來越嚴重，「最終只會抵銷了民眾聲音的力量」。

## 統計數字
| 主辦者             | 人數       | 人數                            | 人數               |
| 主辦者             | 主辦者宣稱 | 警方估計                        | 港大推算           |
| 民間人權陣線       | 13萬       | 1.7萬（離開維園） 2.6萬（高峰） | 3至3.3萬           |
| 民主倒梁力量       | 1.2至1.3萬 | 1千                             | 4,300至4,700       |
| 香港各界慶典委員會 | 6萬        | 8千                             | （未有統計）       |
| 愛港之聲           | 2,500      | 500                             | （未有統計）太陽報 |